# Ståldyb
Ståldyb är en farled i Smålandsfarvandet i Danmark. Den ligger i Region Själland, i den sydöstra delen av landet, 110 km sydväst om huvudstaden Köpenhamn. Den sträcker sig mellan öarna Lolland och Fejø.